# Vasilij IV. Ivanovič Šujskij
Vasilij Šujskij (rusky Васи́лий Шу́йский, 1552 Nižnij Novgorod – 12. září 1612 Gostynin) byl ruský car v letech 1606 až 1610. Pocházel z bojarského rodu Šujských. Po sesazení žil až do své smrti v zajetí jako vězeň Poláků.

## Životopis před nástupem na trůn
Vasilij Ivanovič Šujskij byl synem knížete Ivana Andrejeviče Šujského. Byl bojarem a hlavou moskevské soudní komory (od roku 1584. Účastnil se s vlastním velkým ozbrojeným oddílem ve válečných taženích v letech 1574, 1576, 1577 a 1579. Dále také jako vojvoda Velkého pluku (termín používaný v té době pro hlavní vojenské síly ve válečném tažení) ve válečné výpravě na Serpuchov v létě roku 1581, ve válečné výpravě na Veliký Novgorod v červenci roku 1582 (po boku bratra Andreje Ivanoviče Šujského) a v opětovném tažení na Serpuchov v dubnu roku 1583. Byl vévodou smolenským v letech 1585–1587.
V době pronásledování Šujských Borisem Godunovem byl od roku 1587 ve vyhnanství v Galiči v Kostromské oblasti. V roce 1591 Godunov již neshledával Šujské nebezpečnými, takže jim dovolil návrat do Moskvy; od té doby byli Šujští k němu zcela loajální.
V roce 1591 vedl Vasilij Šujskij vyšetřování případu smrti careviče Dimitrije. Pod přísným dohledem Borise Godunova uvedl jako příčinu smrti sebevraždu. V tomto roce je znovu uveden do bojarské rady, poté byl vojvodou novgorodským, prvním vojvodou pluku pravé ruky v armádě Mstislavského v krymském tažení na Serpuchov v roce 1598.
Od ledna roku 1605 byl jmenován vojvodou pravé ruky v tažení proti Lžidimitrijovi a v bitvě u Dobrinič nad ním zvítězil. Přesto však nestál o Godunovovo vítězství a nečinností umožnil samozvanci (= Lžidimitrijovi) nabrat sílu.
Po Godunovově pádu se pokoušel o převrat, byl však uvězněn a spolu s bratry poslán do vyhnanství. Lžidimitrij však potřeboval podporu mezi bojary a koncem roku 1605 se Šujští opět vrátili do Moskvy.
Za lidového povstání byl Lžidimitrij 17. května roku 1606 zavražděn a 19. května skupina přívrženců prohlásila Vasilije Šujského za cara. Byl korunován 1. června novgorodským metropolitou Isidorem. Počátkem července Šujského vláda oznámila, že Boris Godunov je vrahem careviče Dmitrije.

## Vláda

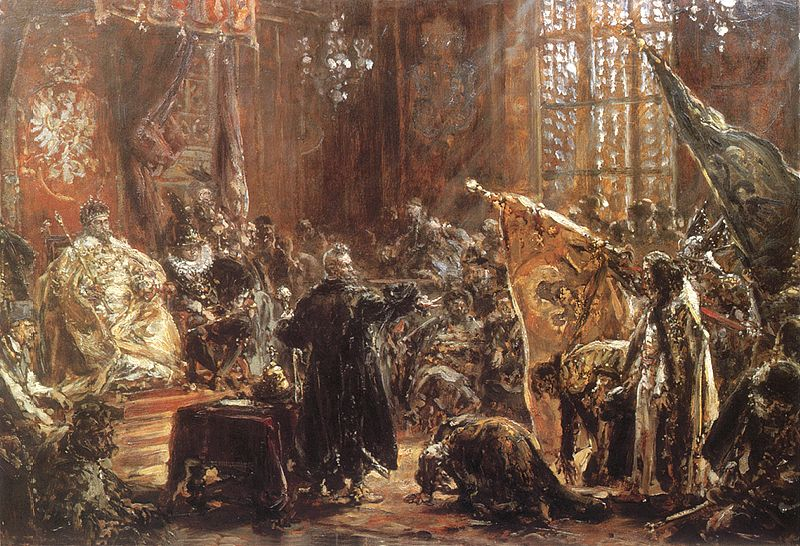
Zajatý car Vasilij Šujskij s bratry před varšavským sejmem a Zikmundem III. ve Varšavě v roce 1611.

Nástup Šujského k vládě posílil boj mezi bojary a mezi šlechtou z jihu a v hlavní městě. To vedlo k povstání pod vedením I. Bolotnikova. V boji s ním Šujskij navrhl program konsolidace všech vrstev feudální třídy, respektuje jejich zájmy ohledně stran rolnictví, nevolnictví, agrární politiky i financí.
Jednotlivé ústupky v zákonodárství stran nevolníků byly zaměřeny na rozkol tábora povstalců. Stmelení třídy feudálů na jaře roku 1607 a podpora silných povolžských měst a severu dovolily Šujskému v říjnu roku 1607 povstání rozdrtit. Avšak již v srpnu 1607 začala nová etapa polské intervence do Ruska (Lžidimitrij II.). Po porážce u Bolchova 1. května 1608 byla vláda Šujského omezena na Moskvu. Ke konci roku 1608 mnohé kraje země byly pod panstvím Lžidimitrije II. V únoru 1609 Šujského vláda uzavřela smlouvu se Švédskem, kterou za nájem švédských vojsk postoupila Švédsku část ruského teritoria.
Koncem roku 1608 propuklo živelné lidové povstání proti polské intervenci, do čela kterého se dokázala vláda Šujského (zastoupená velitelem rusko-švédské armády knížetem Michailem Vasiljevičem Skopinem-Šujským) postavit teprve koncem zimy roku 1609. V březnu roku 1610 Moskva a velká část země byly osvobozeny. Mezitím však, již v září 1609 začala nová polská intervence a porážka vojsk Dmitrije Ivanoviče Šujského u Klušina armádou Zikmunda III. 24. června 1610 a povstání v Moskvě vedly k pádu Šujského: 27. července 1610 byl částí bojarů svržen z trůnu a násilně zavřen do kláštera, přičemž odmítl složit řeholní slib. V září 1610 byl vydán (ne jako mnich, ale ve světském oděvu) polskému hejtmanu Cholkevskému, který ho spolu s jeho bratry Dmitrijem a Ivanem odvezl do Smolenska a později do Polska. Ve Varšavě car a jeho bratří byly předvedeni jako zajatci králi Zikmundovi III. a odsouzeni k vyhnanství v Polsku.
Bývalý car zemřel v Gostyninu v Mazovském vojvodství v Polsku, 130 km od Varšavy, za několik dní po něm tam zemřel i jeho bratr Dimitrij. Třetí bratr, Ivan Ivanovič Šujskij, se nakonec vrátil do Ruska.

## Manželky a děti
- kněžna Jelena Michajlovna Repninová (zemřela 1592), většinou je považována za dceru bojara knížete Michaila Petroviče Repnina, ten ale podle rodokmenu měl jen syna Alexandra;
- od roku 1608 kněžna Marija Petrovna Bujnosovová-Rostovská († 1626), dcera Petra Ivanoviče Bujnosova-Rostovského;
  - carevna Anna Vasiljevna (nar. 1609 – zemřela v kojeneckém věku)
  - carevna Anastasija Vasiljevna (nar. 1610 – zemřela v kojeneckém věku)